# 23994 Мейген
23994 Мейген (23994 Mayhan) — астероїд головного поясу, відкритий 7 вересня 1999 року.
Тіссеранів параметр щодо Юпітера — 3,482.